# Погребенник Федір Петрович
Фе́дір Петро́вич Погребе́нник (23 червня 1929, с. Рожнів, нині Косівського району Івано-Франківської області — 10 січня 2001, м. Київ) — український літературознавець, доктор філологічних наук, професор, енциклопедист. Заслужений діяч науки і техніки, лауреат премії братів Лепких та Державної премії України імені Т. Г. Шевченка.
Член Національної спілки письменників України, автор багатьох нарисів, статей, співробітник Лондонського журналу, член Гуцульського дослідного інституту в США, член редколегії Української літературної енциклопедії, один із активних авторів журналу «Слово і час», головний бібліограф Національної парламентської бібліотеки.

## Життєпис
Народився Ф. П. Погребенник 23 червня 1929 року у селі Рожнові. Він був первістком у батьків — Петра Федоровича і Марії Онуфріївни.
Після закінчення Рожнівської семирічної школи продовжив навчання в Косівській середній школі, яку закінчив у 1948 році і поступив до Чернівецького державного університету на філологічний факультет, який закінчив у 1953 році. Одружився з косів'янкою Ярославою Михайлівною Базник, яка народилася 1931 року в сім'ї вчителів на Познанщині (Польща). З 1933 року Ярослава з батьком Михалом Базником проживала у Косові, а мати продовжувала вчителювати у Польщі.
Федір Погребенник працював заступником з наукової роботи Чернівецького краєзнавчого музею, а з 1959 року — в Інституті літератури ім. Т. Г. Шевченка АН УРСР у Києві.
Після закінчення Рожнівської семирічної школи продовжив навчання в Косівській середній школі, яку закінчив у 1948 році і поступив до Чернівецького державного університету на філологічний факультет, який закінчив у 1953 році. Одружився з косів'янкою Ярославою Михайлівною Базник, яка народилася 1931 року в сім'ї вчителів на Познанщині (Польща). З 1933 року Ярослава з батьком проживала у Косові, а мати продовжувала вчителювати у Польщі.
Федір Погребенник працював провідним науковим співробітником Інституту літератури ім. Т. Г. Шевченка НАН України, головним бібліографом Національної парламентської бібліотеки України, мав звання лауреата Державної премії України ім. Т. Шевченка, заслуженого діяча науки і техніки України, доктора філологічних наук, професора, відомий як дослідник історії українського письменства, фольклору, літературної критики і журналістики, культуролог, автор численних праць про класиків нашої літератури: Т. Шевченка, І. Франка, М. Коцюбинського, В. Стефаника, Л. Мартовича, О. Кобилянської та багатьох інших. Його перу належать цікаві розвідки про письменників діаспори, сотні публікацій у літературних і наукових виданнях України, Польщі, Франції, Румунії, Великої Британії, десятки підготовлених і споряджених науковим апаратом видань класики (і не лише українською, а й російською, болгарською та іншими мовами), літературно-критичних збірників, солідних монографій.
Вступивши до Чернівецького університету (після закінчення середньої школи в м. Косові на Гуцульщині), Федір Погребенник мав за своїми плечима творче спілкування з відомим колекціонером М.Керницьким, поетом і прозаїком М. Капієм, своїм тестем, педагогом Михайлом Базником, нелегальна на той час бібліотека якого стала одним із важливих джерел формування його національного світогляду. У Чернівцях (1948—1959), крім учителів офіційних, він мав тісні контакти з культурними діячами-буковинцями, які пройшли сувору школу політичного життя під декількома режимами: австрійським, румунським, радянським. Це насамперед письменник і педагог, в'язень сталінських концтаборів І. Карбулицький, актор і режисер І. Дудич, лікар, скульптор і колекціонер буковинської старовини О. Шевчукевич, учитель і актор Д. Онищук, письменники-емігранти К. Ластівка, М. Дощівник та ін. Чималу роль у житті Ф. Погребенника відіграла родина музикантів Орелецьких.
Успішно закінчивши університет, Ф. Погребенник друкував свої вірші, нариси. Працюючи відповідальним секретарем університетської багатотиражної газети, набув певного досвіду в галузі журналістики, виступав з критичними та літературознавчими статтями, гуртував навколо газети літературну молодь. На шпальтах студентської газети друкував вірші С. Будного, Л. Кондрашенка, нариси Л. Барабана.
Як перспективного літератора його рекомендували до аспірантури на кафедрі історії української літератури Чернівецького університету. Роки навчання в аспірантурі — це не тільки напружена праця над дослідженням творчості на той час незаслужено забутого, наполовину забороненого Осипа Маковея, а й дослідження літературного процесу Буковини загалом, зусилля, спрямовані на повернення нашій культурі багатьох письменників цього краю, збирання та опрацювання матеріалів про їхнє життя і творчість. У цей період молодий допитливий літератор встановлює жваві контакти з письменниками Д. Лукіяновичем, М. Рудницьким — сучасниками О. Маковея, береться за фронтальний перегляд буковинської української преси, готує себе до педагогічної діяльності в університеті й паралельно — до наукової. Закінчуючи аспірантуру, Ф. Погребенник мав уже чимало нау¬кових публікацій, завершену дисертацію, а також підготовлений до друку рукопис літературно-критичного нарису «Осип Маковей. Життя і творчість».
1958 р. він розпочав свою діяльність науковим співробітником Інституту літератури ім. Т. Г. Шевченка, а згодом став завідувачем відділу «Української літературної енциклопедії», провідним науковим співробітником. Розширився і збагатився обсяг його дослідницької праці.
Відтоді й розпочався новий період творчості дослідника. У стінах цього інституту, переживаючи разом з іншими колегами перипетії його складного буття, проходила напружена, в багатьох випадках позбавлена свободи вітального вияву думки, праця селянського сина з Прикарпаття. Наприкінці 50-х — на початку 60-х років небагатьом вихідцям із західноукраїнських земель поталанило влаштуватися в аспірантуру, на роботу в наукові осередки Києва. У даному випадку вирішальну роль відіграла підтримка О. Засенка та академіка О. Білецького, тодішнього директора Інституту.
Захистивши 1960 р. кандидатську дисертацію, Ф.Погребенник упродовж десятиліть брав участь у виконанні всіх важливих колективних праць інституту: це шеститомне видання творів М. Коцюбинського (готував том листів, переживши радість і сум від спілкування з великим і розмаїтим естетичним світом письменника, який для тодішніх ідеологів був багато в чому несприйнятливим). Великою школою науково-текстологічної практики явилась праця над виданням п'ятитомного зібрання творів О. Білецького, яке здійснював відділ текстології під керівництвом М. Сиваченка.
Ф. Погребенник готував до друку частину матеріалів до першого тому (давньоукраїнська література), том шостий (зарубіжна література). А далі — десятки видань, планових і позапланових, спадщини класиків: Г. Хоткевича, О. Кобилянської, Є. Ярошинської, В. Стефаника, Л. Мартовича; і як вияв найвищої продуктивності у цьому аспекті науково-едиційної діяльності — підготовка разом із великою групою науковців Києва і Львова капітального, першого в історії нашої культури п'ятдесятитомного зібрання творів Івана франка, що зайняла п'ятнадцять років напруженої й складної з різних точок зору праці.
Упорядницька діяльність Федора Погребенника охоплює пошук першоджерел, їхній текстологічний аналіз, вибір канонічного тексту, фахове коментування. Причому йдеться не лише про видання українською мовою, а й російською (вчений підготував том прози М.Коцюбинського російською мовою, три томи І. Франка цією ж мовою, виступив ініціатором публікації новел Стефаника російською, болгарською, французькою та іспанською мовами, спорядивши ці видання вступними статтями).
Коли ж до підготовлених ученим окремих книжок класики додати численні публікації історико-літературних матеріалів у періодиці (автобіографії, спогади, листи, щоденники), то матимемо широку картину уподобань і пошукових зусиль автора в галузі пріоритетного для науки оприлюднення багатих духовних скарбів народу, їх осмислення. Ф. Погребенник був одним з найактивніших дослідників і публікаторів цінних пам'яток нашої культури, про що свідчать надруковані ним спогади про Є. Чикаленка, Г. Журбу, П. Богацького та інших, які змогли з'явитися тільки в роки незалежності України.
Усі ці грані наукової праці автора часто йшли паралельно і взаємно доповнювалися, розкриваючи цілісний особистий внесок ученого в історію рідної культури. Три «Історії української літератури»: у восьми томах (1967—1971), у двох томах (1987) і новостворена вже в часи незалежності «Історія української літератури XX століття» у двох книгах (1995) містять його історико-літературні розділи про художній процес переважно на західноукраїнських землях, огляди літературної критики і журналістики кінця XIX — початку XX ст., відбивають як досягнення, так і вади тогочасної наукової думки.
Як дослідник естетичної думки, один з авторів ґрунтовної «Історії української літературної критики. Дожовтневий період», що вийшла за участю і за редагуванням П. Федченка (1988), Ф. Погребенник представив творчі портрети Осипа Маковея, Левка Турбацького, Михайла Мочульського, Івана Труша, Антона Крушельницького, Василя Щурата, Миколи Сумцова, Миколи Вороного, окреслив помітний внесок цих особистостей у теорію та Уторік) даної галузі науки.
Дослідник збагатив вітчизняне літературознавство своїми критичними нарисами і монографіями про І. Франка, В. Стефаника, Г. Хоткевича, О. обилянську та інших, що видані окремими книжками й побачили світ як вступні статті до публікацій класичної спадщини.
Едиційно-наукова діяльність одного з ветеранів Інституту за роки незалежності поширюється на раніше заборонені видання: спадщину письменників, які жили поза межами України, емігрували, і були вилученими з історії літератури. Йдеться, зокрема про Б. Лепкого, В. Королева-Старого, М. Матієва-Мельника, П. Богацького, І. Боднарчука, Міру Гармаш, Яра Славутича, Г. Журбу, до видання і осмислення творчості яких причетний Ф. Погребенник.
Різнобічну діяльність ученого не можна уявити без його тривалої й плідної співпраці з енциклопедичними виданнями: перше і друге видання УРЕ, УРЕС, Шевченківський словник, Літературознавчий словник-довідник, а також Енциклопедія української діаспори, літературно-мистецька енциклопедія Буковини, що готуються до друку. Особливо багато зусиль як член редколегії та один із найактивніших авторів Ф. Погребенник доклав до УЛЕ, керуючи впродовж чотирьох років відділом «Українська літературна енциклопедія», розробляючи разом із колегами основні засади цього надзвичайно важливого для нашої культури колективного дослідження.
Ще одна грань наукових студій Ф. Погребенника — його виступи на бібліографічні теми. Тут і рецензії на бібліографічні покажчики, і роздуми про започатковані публікації з питань книгознавства, і укладання реєстру української друкованої продукції і, зрештою, спорядження та редагування покажчиків «Бібліографія творів В. Стефаника, перекладених слов'янськими мовами», вміщена в книжці автора «Василь Стефаник у слов'янських літературах» (К., 1976), «Василь Стефаник. Покажчик літератури за 1961—1981 рр.» (Л., 1985), «Яків Струхманчук. 1884—1937» (К., 1993). У цій царині дослідник виявляє себе напрочуд результативно, працюючи за сумісництвом головним бібліографом Національної парламентської бібліотеки України. Федір Петрович був чудовим, емоційним творцем. Про це говорять праці вченого в галузі фольклористики, дослідженої ним історії виникнення і побутування українських народних пісень, національних гімнів, насамперед тих, що за тоталітарного режиму були заборонені. Йдеться про пісні історичні, стрілецькі, повстанські, які супроводжували національно-визвольні змагання нашого народу. Так окремими книжками опубліковані «Наша дума, наша пісня» (1991), «Чуєш, брате мій… Пісні братів Лепких» (1996), оприлюднені в українській та зарубіжній пресі («Літературна Україна», «Народна творчість та етнографія», «Музика», «Визвольний Шлях»), спопуляризовані на першій програмі радіо (програма Ф. Погребенника та Лесі Білаш «Шануймося, друзі»). Нариси-дослідження фольклориста стали часткою нашого культурного життя, розширюють нашу національну пам'ять.
Окремо слід зазначити, що вчений відомий як колекціонер. Він чи не єдиний з наукових співробітників НАН України, хто на основі своїх колекцій зорганізував виставки в Івано-Франківську, Луцьку, Львові та декілька в Києві. Каталоги цих виставок свідчать, які духовні цінності зібрав дослідник. Вони могли б скласти експозицію цілого музею! Із студентських часів Федір Петрович займався колекціонуванням рідкісних видань класики, пісенників, рукописів художніх творів письменників, іконографічних матеріалів. Свого часу це було вельми небезпечним заняттям. Навіть за безневинні книжечки львівської «Просвіти» можна було постраждати. Погребенник же мав відвагу збирати періодичні видання і книжки патріотичного змісту, націоналістичного спрямування, наприклад, Донцовські «Літературно-науковий вісник», журнал «Дзвони», щорічник «Дніпро», твори поета-емігранта О. Бабія, Б. Лепкого, Є. Чикаленка, С. Єфремова, М. Грушевського та ін. Зібрана колекція стала основою для літературних виставок у музеях та бібліотеках Львова, Івано-Франківська, Луцька, Тернополя, Києва. Протягом останніх років такі виставки супроводжували відзначення ювілеїв О.Кобилянської, Л.Мартовича, Б.Лепкого, організованих Літературним музеєм, Архівом-музеєм літератури і мистецтва, Державним музеєм книги і друкарства, Національною парламентською бібліотекою України. Чимало цінних іконографічних документів з колекції опублікував журнал «Слово і час», зробивши їх доступними широкому загалові читачів.
На базі Київського будинку вчителя у співпраці з Центральною освітянською бібліотекою протягом семи років Федір Петрович проводив літературно-музичні вечори «Визначні жінки України», виступаючи з художньо-емоційною науково обґрунтованою оцінкою кожної постаті. Великий розголос і підтримку слухачів отримала його радіопередача в серії «Шануймося, друзі», фольклорно-музичний щотижневий дворічний цикл радіопередач про народні пісні.
Він брав участь у хоровій капелі НАН України й гастролював у складі цього колективу в Прикарпатті та Польщі.
Ф. Погребенник виявляв велику невтомність, орючи і засіваючи добротним зерном літературну ниву, і завжди збирав щедрий врожай. Енергія, в силу обставин стримувана в попередні десятиліття, коли над чесними вченими тяжіло багато небезпек і осторог, забила новим джерелом в умовах розкутості думки, вільного волевиявлення своїх поглядів, своєї громадянської позиції.
Підготовлені ним видання і сьогодні зберігають свою життєвість, співзвучні із сучасними національно-патріотичними пошуками і концепціями, а видання років незалежності України є вагомою часткою нашого духовного відродження, допомагають глибше збагнути національне коріння.
Федір Погребенник був натурою неспокійною, творчою, йому не байдужі були різні види мистецтва. Добре почувався не лише в українській філологічній науці, а у славістиці, історичних дисциплінах, історії української музики, архівній справі (мав великий досвід в опрацюванні архівних матеріалів, їх публікації). Зарекомендував себе як людина щира, доброзичлива, чудовий виховувач молодих наукових кадрів.
За роки незалежності границі дослідження нашої культури в працях ученого поширилися і на українську діаспору, про що свідчать численні публікації в лондонському журналі «Визвольний Шлях», а також часописах «Слово і час», «Кур'єр Кривбасу», «Українська мова в літературних пам'ятках» (твори Б. Лепкого, Г. Журби, Є. Чикаленка, В. Короліва-Старого, М. Багацького та ін.). А унікальні багатомовні видання Франкових «Каменярів», прологи до поеми «Мойсей», подані в оригіналі та в перекладах, життя-буття українського слова, що розвивалося всупереч утисками і заборонам тоталітарного режиму.

Могила Федора Погребенника та його дружини, Байкове кладовище

Досліджуючи історію української літератури, критики, публіцистики, Федір Погребенник зібрав чимало рідкісних документів, що ввійшли до експозицій в Києві, Львові, Івано-Франківську.
Збереження пам'яток національної культури в радянські часи було справою вельми небезпечною. Невіддільною частиною дослідницької роботи Федора Погребенника стало згодом й їхнє оприлюднення. Він вважав за необхідне переосмислення національної державницької позиції класичної літературної спадщини з метою її очищення від вульгарно-соціологічного трактування, вузькокласового підходу до оцінки літературних явищ. Звідси — необхідність нових видань української класики, які мали заповнити прогалини в нашій культурі. Другий аспект — опрацювання краєзнавчих тем загальноукраїнського значення, а саме: підготовка наукових енциклопедичних видань, хрестоматій, довідників, яка могла б об'єднати вчених, музейних, бібліотечних працівників, краєзнавців.
Помер на 72-му році життя 10 січня 2001 року, похований разом з дружиною в м. Києві на Байковому кладовищі (ділянка № 49а, 50°25′0.98″ пн. ш. 30°30′5.66″ сх. д. / 50.4169389° пн. ш. 30.5015722° сх. д.).

### Родина
- Дружина — літературознавиця, філолог, кандидат філологічних наук Ярослава Погребенник (1931—2010).
  - Син — літературознавець, філолог, доктор філологічних наук Володимир Погребенник (нар. 1954).
  - Тесть — науковець, педагог Михайло Базник (1889—1976).

За рік до смерті Федір Погребенник писав у своїх мемуарах «Штрихи до автобіографії»: «Найбільше завдячую науково-творчому зростанню моїй дружині Ярославі…».

## Наукова діяльність
Дослідник української літератури кінця XIX — початку XX ст., міжслов'янських літературних взаємин, історії української критики і журналістики, текстолог.
Секретар редколегії 50-ти томного видання творів Івана Франка,
- упорядник і автор передмови двохтомника «Гнат Хоткевич. Твори в двох томах», (1966),
- автор монографії «Осип Маковей» (1969&),
- «Лесь Марювич» (1971),
- «Василь Стефаник у слов'янських літературах» (1976)
- «Сторінки життя і творчості Василя Стефаника» (1980),
- «Василь Стефаник: життя і творчість в документах, фотографіях, ілюстраціях» (1987),
- один із авторів і упорядників 8-ми томної «Історії української літератури»,
- видань «Світова велич Шевченка» (1967),
- «Ольга Кобилянська в критиці та спогадах» (1963),
- автор книжки «Наша думі, наша пісня» (1991),
- нарису «Богдан Лепкий» (1992),
- довідника «З Україною в серці» (1995) про письменників-емігрантів, вихідців з України.

Численні статті в УРЕ, УЛЕ, Шевченківському словнику, бібліографічний покажчик, складений до його сімдесятиріччя, містить 1299 позицій.
Федір Погребенник підготував до друку, написав післямову, вмістив ілюстровані матеріали власного зібрання до книги «Іван Сеньків. Гуцульська спадщина». (К., Українознавство, 1995). Автор статей, що безпосередньо стосуються Гуцульщини та письменників, пов'язаних з нею, «Гнат Хоткевич і його історична проза».

## Нагороди
За роботу з видання п'ятдесятитомника творів І. Франка здобув Національну премію імені Т. Г. Шевченка 1988 року.

## Праці
Повна бібліографія праць Погребенника становить 1300 назв.

### Публікації про Франка
- Погребенник Ф. «Великі роковини» Івана Франка / Ф. Погребенник // Дніпро. — 1990. — № 5. — С. 110—111.
- Погребенник Ф. З ким тільки доля не зводила І. Франка: [І. Франко у розвідці вчен.-етнографа П. Рябкова «По восточной Галиции и Буковине»] / Ф. Погребенник // Голос України. — 1996. — 5 листоп.
- Погребенник В. Іван Франко та Станіслав Вінценз: «Гуцульські зустрічі» життєтворчости / В. Погребенник // Сівач духовності: зб. спогадів, ст. і матеріалів, присвяч. проф. В. Полєку. — Івано-Франківськ: [б. в.], 2003. — С. 117—128.
- Франкіана Федора Погребенника: бібліогр. покажч. / упоряд. Г. Горбань ; Івано-Франківська обл. наукова б-ка ім. І. Франка. — Івано-Франківськ: [Івано-Франківська обл. наукова б-ка ім. І. Франка.], 1999. — 10 с.